# Flamingo (zespół muzyczny)
Flamingo – polski zespół muzyczny wykonujący jazz tradycyjny, założony przez Jerzego Derfla w Gdańsku w 1958 roku przy klubie Hot Club Alikwoty działającym przy Politechnice Gdańskiej.

## Historia
W pierwszym składzie zespołu debiutującego w marcu 1958 roku znaleźli się następujący muzycy:
- Jerzy Derfel – lider zespołu grający na kornecie,
- Jan Lurski – debiutujący 16-latek grający na puzonie i trompecie[1],
- Dariusz Molik (perkusja),
- Eugeniusz Pudelewicz (klarnet),
- Lucjan Woźniak (klarnet).

Jeszcze w tym samym roku grupa wzięła udział w II Ogólnopolskim Przeglądzie Zespołów Studenckich w Krakowie. Wkrótce nastąpiły zmiany personalne w grupie – z pierwotnego składu zostali J. Derfel (który zamienił kornet na fortepian), E. Pudelewicz i L. Woźniak (który zaczął grać na banjo), a do nich dołączyli:
- Jan Nalaskowski (perkusja),
- H. Pietrewicz (kontrabas),
- Ryszard Podgórski (trąbka),
- Jan Tomaszewski (puzon).

W roku 1961 zespół brał udział w licznych imprezach muzycznych, w tym w prestiżowych – takich jak: koncert w warszawskiej Filharmonii Narodowej, Międzynarodowy Festiwal Muzyki Jazzowej Jazz Jamboree oraz w koncercie Filharmonii Bałtyckiej w Gdańsku. Rok później reprezentował Polskę na Festiwalu Kulturalnym Studentów w Zagrzebiu w Jugosławii.
Niedługo później z zespołu odszedł J. Tomaszewski i zastąpił go Andrzej Dorawa, a grupa uczestniczyła w wielu koncertach we Francji i Norwegii. W roku 1965 na Studenckim Festiwalu Jazzowym Jazz nad Odrą we Wrocławiu zdobył I nagrodę (ex aequo z Triem Włodzimierza Nahornego). W roku następnym w nowym składzie po raz kolejny zagrał na Jazz Jamboree; w koncercie tym w grupie wystąpili:
- Lucjan Czaplicki (klarnet),
- J. Nalaskowski (perkusja),
- R. Podgórski (trąbka),
- Zbigniew Porzyński (puzon),
- Marek Strobel (kontrabas),
- L. Woźniak (banjo).

## Dyskografia
- 1961 – Jazz Jamboree '61 Nr 2 (LP, Muza L-0370)
- 1961 – Jazz aus Polen (LP, Deutscher Schallplattenclub D-030)[2]
- 1966 – Zwycięzcy festiwalu Jazz nad Odrą '66 (LP, Muza XL-0363)